# Orquestra Filharmònica de Berlín
L'Orquestra Filharmònica de Berlín (Berliner Philharmoniker i anteriorment Berliner Philharmonisches Orchester, sigla: BPO) és una de les orquestres simfòniques més importants del món. El seu actual director titular és Kirill Petrenko. La BPO també és base de diversos conjunts de música de cambra. Va ser creada el 1882, i des del 2002 és una Fundació de Dret Públic, de la que el land de Berlín n'és el titular. Els fons per a l'organització són subvencionats per la ciutat de Berlín amb el patrocini del Deutsche Bank.
L'antic edifici de la Filharmònica va ser destruït el 1944, durant la Segona Guerra Mundial. Des del 1963 té seu en un edifici - la Berliner Philharmonie - concebut per l'arquitecte Hans Scharoun.

## Història
La BPO va ser fundada a Berlín a la primavera de 1882 per 54 músics sota el nom de Frühere Bilsesche Kapelle (Antiga Banda de Bilse); el grup es va dissoldre després que el seu anterior director Benjamin Bilse anunciés la seva intenció d'endur-se el conjunt en un tren de quarta classe per a un concert a Varsòvia. L'orquestra va rebre el seu actual nom i es va reorganitzar sota l'administració financera de Hermann Wolff el 1887. El seu primer director amb la nova organització va ser Ludwig von Brenner; el1887 Hans von Bülow, un dels directors més elogiats al món, s'uní a ell i, des de llavors, la reputació de l'orquestra es va consolidar, amb convidats com Hans Richter, Felix von Weingartner, Richard Strauss, Gustav Mahler, Johannes Brahms i Edvard Grieg dirigint el conjunt en els següents anys.
El 1895, Arthur Nikisch es convertí en el director titular, i el 1923 el va succeir Wilhelm Furtwängler. L'orquestra va continuar actuant durant la Segona Guerra Mundial, malgrat els diversos canvis que hi va haver en la direcció. Després que Furtwängler viatgés a Suïssa el 1945, Leo Borchard es va convertir en el director. Aquest acord només duraria uns quants mesos; va ser ferit i morí per un tret accidental per les forces d'ocupació nord-americanes a Berlín, i Sergiu Celibidache el va succeir. Furtwängler tornà el 1952 i dirigí l'orquestra fins a la seva mort, l'any 1954.
El seu successor fou Herbert von Karajan, que va romandre amb l'orquestra fins a 1989, renunciant només mesos abans de morir. Sota el seu comandament l'orquestra va fer una gran quantitat d'enregistraments i realitzà moltes gires. A la seva mort, Claudio Abbado va ocupar el càrrec de director principal, expandint el repertori de l'orquestra des de les obres clàssiques i romàntiques fins a les més modernes del segle xx.
En firmar per la BPO, Simon Rattle posà una condició, i va ser que es convertís en una fundació pública autogovernable, amb el poder de prendre les seves pròpies decisions artístiques i financeres. Això requerí un canvi en la Llei de l'Estat, que va ser aprovada el 2001, permetent-li unir-se a l'organització el 2002.

## Directors artístics
- Ludwig von Brenner (1882-1887)
- Hans von Bülow (1887-1893)
- Camille Hildebrand[1]
- Arthur Nikisch (1895-1922)
- Wilhelm Furtwängler (1922-1945 i 1952-1954)
- Leo Borchard (juny i agost de 1945)
- Sergiu Celibidache (1945-1952)
- Herbert von Karajan (1954-1989)
- Claudio Abbado (1989-2002)
- Simon Rattle (2002 - 2018)
- Kirill Petrenko (des del 2018)

## En la cultura popular
- L'àlbum de la banda sonora per a la pel·lícula 2001: Odissea de l'espai ofereix una versió d'Així parlà Zaratustra de Richard Strauss interpretada per la BPO i dirigida per Karl Böhm. La versió de la pel·lícula, en canvi, va ser de l'Orquestra Filharmònica de Viena dirigida per Karajan, no acreditada, ja que el propietari del copyright Decca Records no volia associar-la a la ciència-ficció.)
- La BPO va participar interpretant música heavy metal amb el grup alemany Scorpions, al seu àlbum Moment of Glory (2000).